# Čimelický potok
Čimelický potok (ČHP 01-08-04-063) protéká obcemi okresu Písek a vlévá se zprava do řeky Skalice. Rozloha povodí je 9,477 km², délka 3,17 km

## Tok
Pramení na východním svahu kopce Křemenec (559 m n. m.) na území obce Mišovice, místní části Pohoří, protéká na východ do rybníka Utopenec a následně do rybníka Hájky v obci Rakovice. Jeho směr se mírně stáčí na jihovýchod a protéká Horním a Dolním Marešovským rybníkem a dále teče do obce Rakovice, kde přibírá zprava bezejmenný potok. Dále protéká kolem Rakovického rybníka a dále kolem Pivovarského rybníka na území obce Čimelice. U rybníka Kostelák protéká pod kamenným mostem silnice I/4, Jeho tok směřuje jihovýchodním směrem pod železniční trať Zdice–Protivín. U místní části Větrov se stáčí na jih přes bývalý Selský rybník a vlévá se zprava do řeky Skalice.

## Turistické zajímavosti v okolí potoka
- Zámek Čimelice
- Kamenný most s barokními sochami v Čimelicích[5]
- Kostel Nejsvětější Trojice v Čimelicích
- Výklenková kaple svatého Jana Evangelisty ve Větrově

Od mostu se sochami až téměř k ústi vede souběžně turistická značená trasa 1215.